# ゲイリー・カーツ
ゲイリー・ダグラス・カーツ（Gary Douglas Kurtz, 1940年7月27日 - 2018年9月23日）は、アメリカ合衆国カリフォルニア州ロサンゼルス出身の映画プロデューサーである。
『スター・ウォーズ』第一作、第二作のプロデューサーとして知られている。

## 来歴
カリフォルニア州ロサンゼルス生まれ。サンフランシスコ郊外の町で育つ。父は本職は化学者だったが、アマチュア写真家・映画作家でもあった。母は画家・彫刻家だった。
（のちにジョージ・ルーカスも学ぶ）南カリフォルニア大学（USC）で映画を学ぶ。大学卒業後、ロジャー・コーマンのもとで数十本の映画の製作に参加し、録音、カメラ、編集、特殊効果と様々な仕事を学ぶ。
徴兵されてベトナム戦争に海兵隊として従軍するが、アメリカ軍映画班の一員となり、記録映画を製作する。除隊後、映画プロデューサーを志望して、コーマン門下生のモンテ・ヘルマン監督の『断絶』（1971年）の製作にかかわっている時に、やはりコーマン門下生のフランシス・フォード・コッポラに技術面での助言を求めに行った際、ルーカスを紹介され、意気投合。彼とともにルーカスフィルムを創設し、『アメリカン・グラフィティ』にプロデューサーとして参加する。
その後の『スター・ウォーズ』製作にあたっては、想像を超える巨大なプロジェクトとなった製作の現場で、疲弊していくルーカスやスタッフ陣をフォローして名プロデューサーぶりを発揮。
続編の『帝国の逆襲』では、ルーカスが監督を降板したため、監督に起用されたアーヴィン・カーシュナーとともに製作現場を守り、シリーズを代表する人気作を作りあげた。だが予算オーバーのため、ルーカスや配給会社と衝突することになり、同作限りでプロデューサーを降りる事になった。
その後独立して、ジム・ヘンソンおよびフランク・オズ監督のマペット・ファンタジー『ダーククリスタル』、『オズの魔法使い』の続編『オズ』などを製作。批評的には高い評価を得たが、興行的に失敗。1986年に破産して、1989年の『風の惑星/スリップストリーム』を最後に映画製作業から引退する。
その後はイギリスに居を構え、英国放送協会（BBC）のアニメ・シリーズなどの製作を手がけていたが、2018年9月23日、ロンドン北部にて癌のため逝去。78歳没。逝去は家族が公表した。
『スター・ウォーズ』公開後から1984年まで、日米合作のアニメ映画『NEMO/ニモ』の企画に参加していた（同項目を参照）。

## 作品
- アメリカン・グラフィティ (1973年) 共同製作
- スター・ウォーズ (1977年) 製作
- スター・ウォーズ/帝国の逆襲 (1980年) 製作
- ダーククリスタル (1982年) 製作
- オズ (1985年) 製作総指揮
- 風の惑星/スリップストリーム (1989年) 製作
- 北風ジャックの物語 (2004年) テレビアニメ・プロデューサー